# Lerbäck (Askersunds kommun)
 For alternative betydninger, se Lerbäck. (Se også artikler, som begynder med Lerbäck)
Lerbäck er en småort i Askersunds kommun i Örebro län i Sverige, og desuden kyrkby i Lerbäcks socken i den nordøstlige del af Askersunds kommun.

## Bebyggelsen
Lerbäck ligger ved jernbanen Hallsberg-Mjölby, cirka 12 kilometer nordøst for Askersund. Riksväg 50 passerer umiddelbart forbi byen. Lerbäcks kyrka og Lerbäcks hembygdsgård ligger cirka en kilometer nordøst for bebyggelsen.

## Erhvervsliv
I Lerbäcks gamle kyrkby, tæt på kirken ligger blandt andet Hotel PerOlofGården. Her findes et parkmiljø ved Kyrksjön (128 m.o.h.). Parken har en stor hæklabyrint Lerbäcks Labyrint med minder fra gamle dage; dansebanen og musikscenen. I Lerbäck ligger desuden Lerbäck hotell och gästgifveri samt Lerbäcks Teater. Sidstnævnte ligger i det gamle gæstgiveris lokaler og er et meget populært rejsemål for teaterbesøgende, gourmander og gourmeter. Blandt andet vandt ejerne og skaberne af teatret, Johan og Jenny Gille, prisen som "Årets landsbygdsföretagare" i Sverige i 2009.